# Eddie Riska
Edward Joseph Riska, detto Eddie (Chicago, 4 ottobre 1919 – Houston, 3 agosto 1992), è stato un cestista e allenatore di pallacanestro statunitense, professionista nella NBL.

## Carriera
Giocò per sei stagioni nella NBL, disputando complessivamente 152 partite con 4,1 punti a partita.

## Palmarès
- Campione NBL (1942)
- Campione WPBT (1942)
- MVP WPBT (1942)
- All Tournament Team WPBT (1942)